# Kirkwood
Kirkwood este un oraș din provincia Oos-Kaap, Africa de Sud.